# 张小涛
张小涛（1970年—）是中国的动画艺术家。

## 生平
曾于四川美术学院学习，随后前往欧洲学习摄影，2000年时在美国旧金山转行进行动画创作，后回国创业。他提出了“微观叙事”的概念，捕捉微小的事物，并将其放大呈现出来。